# Terri Dendy
Terri Dendy (née le 8 mai 1965) est une athlète américaine, spécialiste du 400 mètres.

## Biographie
Médaillée de bronze du relais 4 × 400 m lors des Championnats du monde en salle 1991 de Séville, et deuxième de l'édition suivante, en 1993 à Toronto, Terri Dendy participe en tant que première relayeuse aux séries du relais 4 × 400 m des Championnats du monde de Stuttgart et permet à l'équipe des États-Unis d'accéder à la finale. Elle fait partie du relais américain se classant deuxième des Jeux panaméricains de 1995.
Elle est la tante du sauteur en longueur Marquis Dendy, champion du monde en salle 2016.

### Palmarès
| Date | Compétition                    | Lieu          | Résultat | Épreuve   |
| ---- | ------------------------------ | ------------- | -------- | --------- |
| 1991 | Championnats du monde en salle | Séville       | 3e       | 4 × 400 m |
| 1993 | Championnats du monde en salle | Toronto       | 2e       | 4 × 400 m |
| 1995 | Jeux panaméricains             | Mar del Plata | 2e       | 4 × 400 m |

### Records
| Épreuve | Épreuve   | Performance | Lieu     | Date        |
| ------- | --------- | ----------- | -------- | ----------- |
| 400 m   | Plein air | 54 s 74     | New York | 21 mai 1994 |
| 400 m   | Salle     |             |          |             |